# Tanem
Tanem este o localitate din comuna Klæbu, provincia Sør-Trøndelag, Norvegia, cu o suprafață de 0,46 km² și o populație de 1.247 locuitori (2013).